# Leptotrema nitidulum
Leptotrema nitidulum är en lavart som beskrevs av Müll. Arg. 1895. Leptotrema nitidulum ingår i släktet Leptotrema och familjen Thelotremataceae.   Inga underarter finns listade i Catalogue of Life.